# Katsutoshi Kaneda
Pour les articles homonymes, voir Kaneda.
Katsutoshi Kaneda (金田 勝年, Kaneda Katsutoshi), né le 4 octobre 1949 à Katagami (Japon), est un homme politique japonais. Membre du Parti libéral-démocrate, il est ministre de la Justice entre 2016 et 2017 dans le gouvernement Abe III.

## Sources
- (en) Cet article est partiellement ou en totalité issu de l’article de Wikipédia en anglais intitulé « Katsutoshi Kaneda » (voir la liste des auteurs).